# Сельский округ Чаглинский
Ча́глинский се́льский окру́г (каз. Шағалалы ауылдық округі) — административная единица в составе Зерендинского района Акмолинской области Республики Казахстан. Административный центр — село Шагалалы.

## География
Сельский округ расположен на центре района, граничит:
- на востоке Бурабайским районом и Аккольским сельским округом,
- на юго-востоке со сельским округом имени Конай-бия,
- на юге со сельским округом имени Малика Габдуллина,
- на западе с Зерендинским и Приреченским сельскими округами,
- на севере со Садовым сельским округом.

Через территорию сельского округа проходит автодорога Р-12. Протекает река Шагалалы.
На востоке сельского округа имеется озеро Солдатколь.

## Население
| Численность населения | Численность населения | Численность населения |
| 1989                  | 1999                  | 2009                  |
| --------------------- | --------------------- | --------------------- |
| 4529                  | ↘3114                 | ↗3199                 |

## Состав
В состав сельского округа входят 5 населённых пунктов.
| № | Населённый пункт | Тип населённого пункта       | Население, 1989 | Население, 1999 | Население, 2009 |
| - | ---------------- | ---------------------------- | --------------- | --------------- | --------------- |
| 1 | Акадыр           | аул                          | 310             | 379             | 475             |
| 2 | Енбекбирлик      | село                         | 113             | 98              | 73              |
| 3 | Ескенежал        | аул                          | 481             | 365             | 164             |
| 4 | Уялы             | село                         | 365             | 288             | 217             |
| 5 | Шагалалы         | село, административный центр | 3 260           | 1 984           | 2 270           |